# Whitey Bell
William Hoyet Bell, detto Whitey (Monticello, 13 settembre 1932), è un ex cestista statunitense, professionista nella NBA e nella ABL.